# 里沙尔梅尼勒
里沙尔梅尼勒（法語：Richardménil，法語發音：[ʁiʃaʁmenil]）是法国默尔特-摩泽尔省的一个市镇，位于该省南部，属于南锡区。

## 地理
里沙尔梅尼勒（48°35'41"N, 6°10'11"E）面积7.17 平方千米，位于法国大東部大區默尔特-摩泽尔省，该省份为法国东北部内陆省份，是洛林的一部分，北邻比利时、卢森堡，北起顺时针与摩泽尔省、下莱茵省、孚日省和默兹省接壤。
与里沙尔梅尼勒接壤的市镇（或旧市镇、城区）包括：摩泽尔河畔弗拉维尼、吕德尔、吕普库尔、梅雷维尔、梅桑。

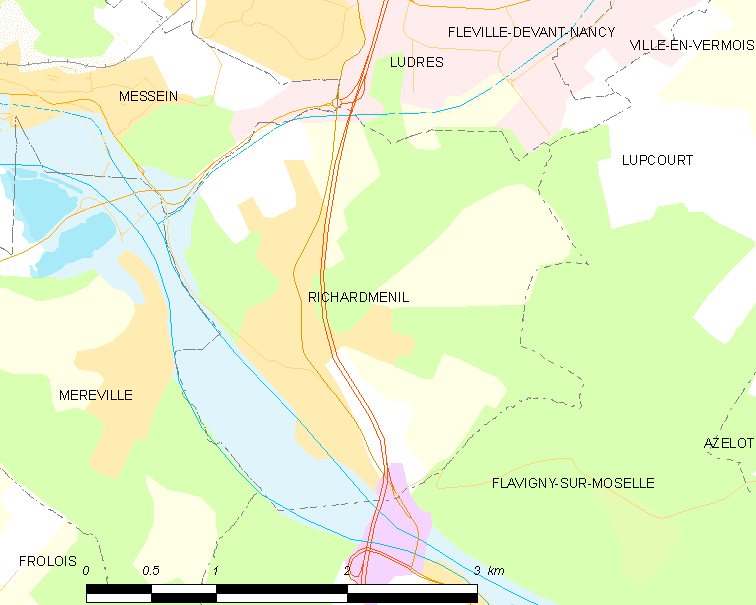
里沙尔梅尼勒的OSM定位图

里沙尔梅尼勒的时区为UTC+01:00、UTC+02:00（夏令时）。

## 行政
里沙尔梅尼勒的邮政编码为54630，INSEE市镇编码为54459。

## 政治
里沙尔梅尼勒所属的省级选区为讷沃迈松县。

## 人口

1962-2008年间里沙尔梅尼勒人口变化图示

里沙尔梅尼勒于2022年1月1日时的人口数量为2362人。